# Eugenio Toussaint

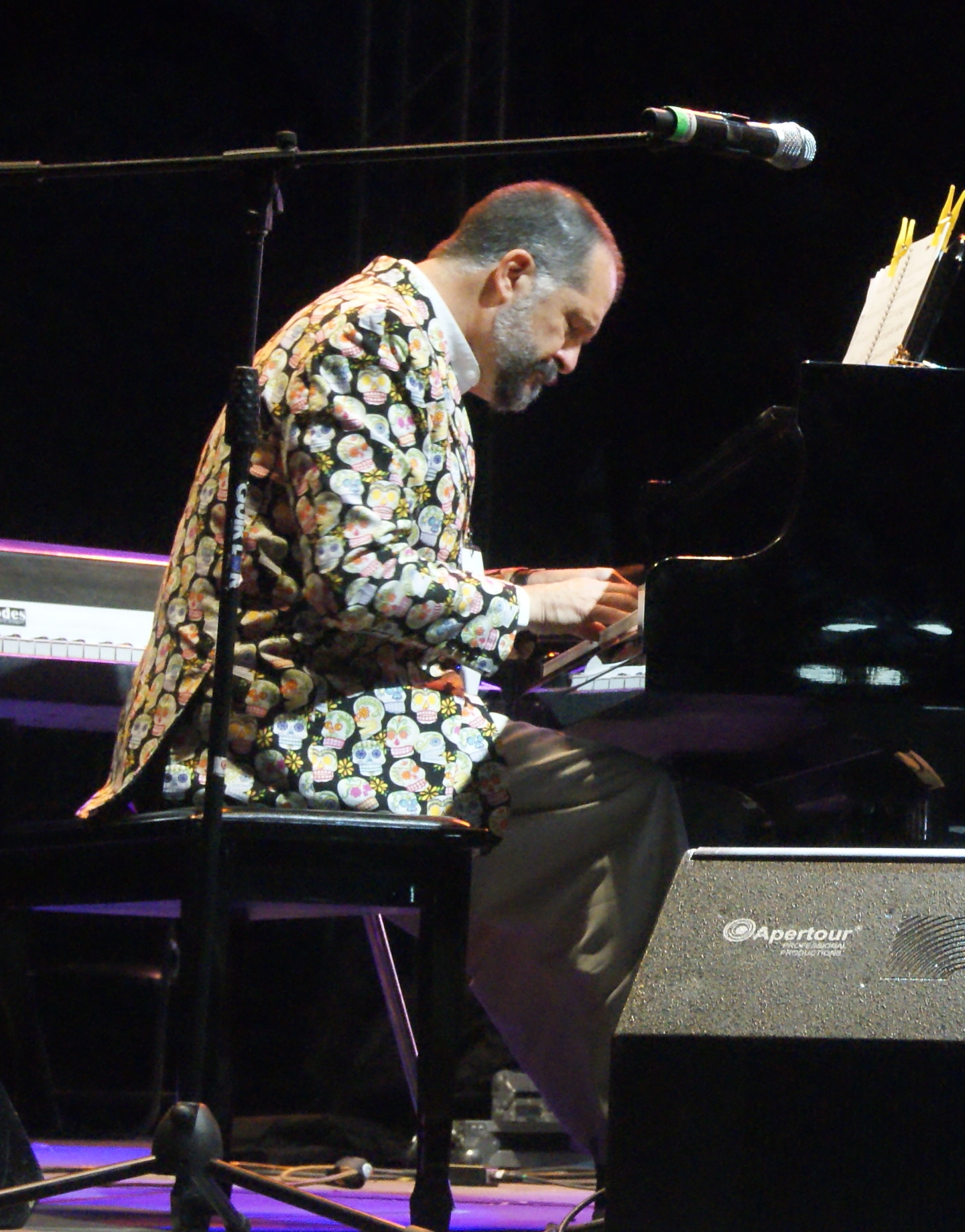
Eugenio Toussaint (2010)

Eugenio Toussaint Uhthoff (* 9. Oktober 1954 in Mexiko-Stadt; † 8. Februar 2011 ebenda) war ein mexikanischer Jazzpianist, Komponist und Arrangeur.

## Leben und Wirken
Toussaint begann seine Karriere 1972 als Pianist in der Band Odradek; 1975 spielte er in der Jazz-Formation Blue Note, mit der auch seine erste Plattenaufnahme entstand. Im Oktober 1976 gründete er die Jazzband Sacbé, zu der auch seine Brüder Enrique (Bass) und Fernando Toussaint (Schlagzeug) sowie der Saxophonist Alejandro Campos gehörten. 1979 ging er mit der Band in die Vereinigten Staaten und arbeitete u. a. in Minneapolis mit dem Gitarristen Will Sumner. 1980 erhielt er von der mexikanischen Regierung ein Stipendium zum Studium in Los Angeles an der Dick Grove Music School, wo er u. a. Unterricht bei Jon Crosse hatte. Mit Crosse spielte er einige Alben für Discovery Records ein (Street Corner, Aztlan und Dos mundos). 
Anfang der 1980er Jahre arbeitete er in den USA mit Paul Anka und Herb Alpert; als Artist in Residence arbeitete er am Berklee College of Music und 2000 in Banff (Alberta). 1986 kehrte er nach Mexiko-Stadt zurück, wo er sich fortan vorrangig als Komponist von Ballett- und  Kammermusik betätigte, interpretiert u. a. vom Cellisten Carlos Prieto.
Von 1977 bis 2002 zeichnete er für die Filmmusik von 10 Filmen, Kurzfilmen und Dokumentationen verantwortlich, darunter der quasi vollständig auf Sprache verzichtende Film Dollar Mambo (1993).
Toussaint blieb aber auch im Bereich des Jazz aktiv; 2001 bzw. 2004 wurde er für Grammy Awards im Bereich Latin Music für die Alben Gauguin (2001) und Musica de Cámara (2004) nominiert. Mit Eddie Gomez und Gabriel Puentes nahm er in Triobesetzung das Album Oinos auf. Eugenio Toussaint starb im Februar 2011,
möglicherweise an einer Überdosis an Antidepressiva.

## Diskographische Hinweise
- Sacbe (1977)
- Selva tucanera (1978)
- Street Corner (1982)
- Aztlán (1983)
- Dos mundos (1986)
- The Painters (1996)
- Todo Sacbé (2001/2007)
- Tri neo (2007)